# 24-Stunden-Rennen von Spa-Francorchamps 2023

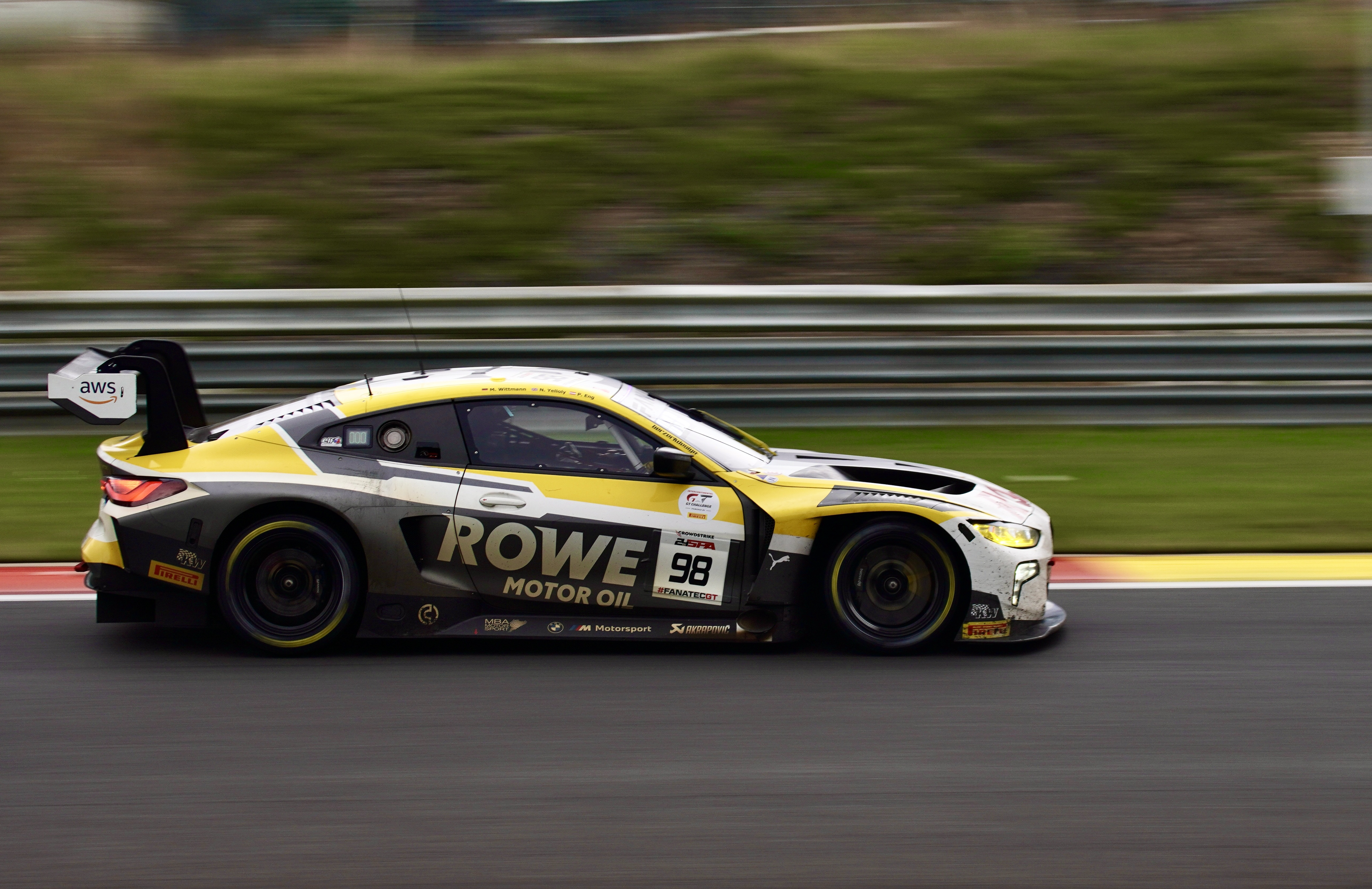
Der siegreiche Rowe-BMW M4 GT3 von Philipp Eng, Marco Wittmann und Nick Yelloly

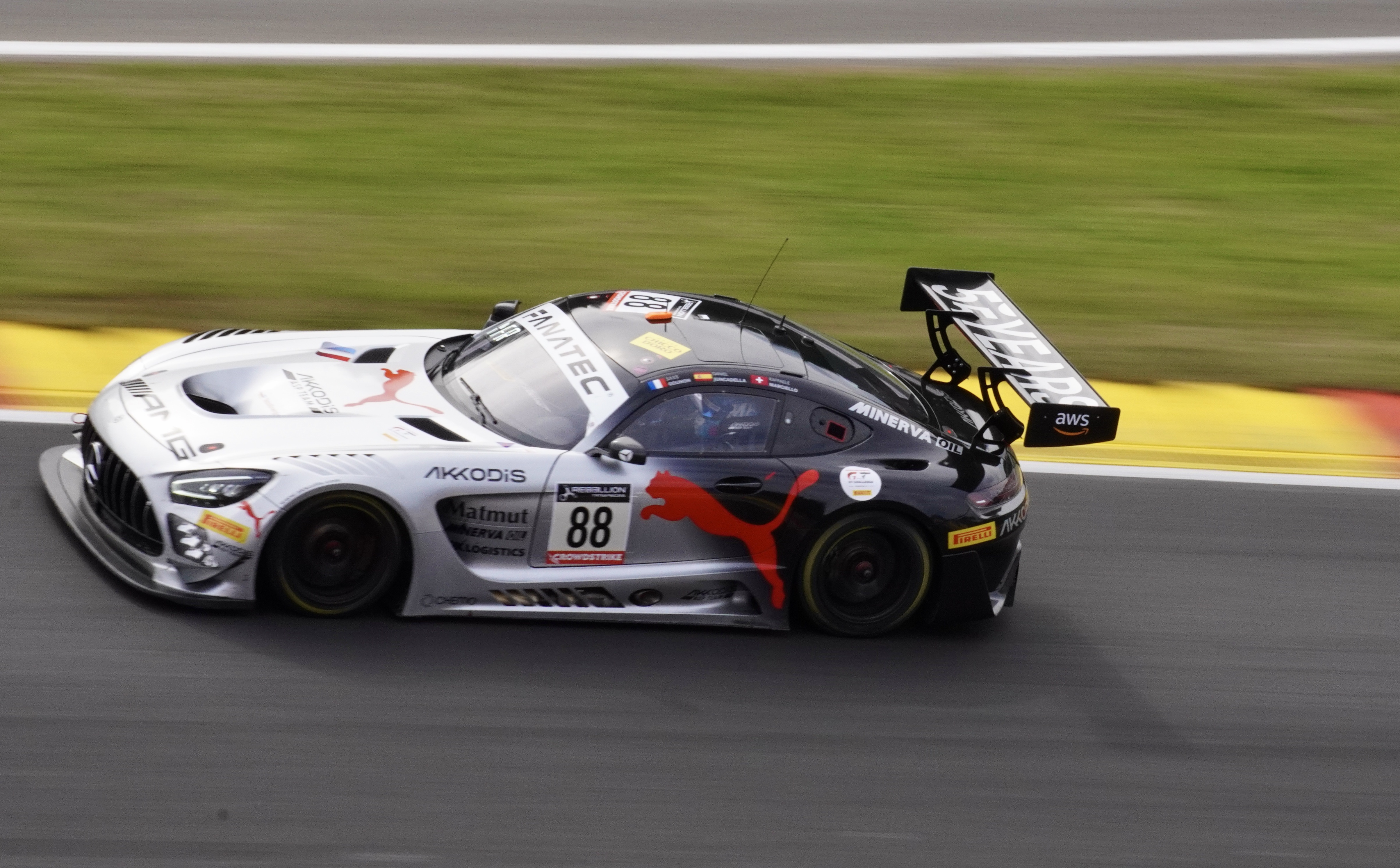
Der zweitplatzierte Mercedes-AMG GT3 Evo von Timur Boguslavski, Jules Gounon und Raffaele Marciello

Das 75. 24-Stunden-Rennen von Spa-Francorchamps, auch 2023 CrowdStrike 24 Hours of Spa, fand vom 1. bis 2. Juli 2023 auf dem Circuit de Spa-Francorchamps statt und war der dritte Wertungslauf der GT World Challenge Europe dieses Jahres.

## Das Rennen
Mit dem Gesamtsieg des von Rowe Racing eingesetzten BMW M4 GT3 von Philipp Eng, Marco Wittmann und Nick Yelloly endete das 24-Stunden-Rennen des Jahres 2023. Ab den frühen Morgenstunden des Sonntags lag der Wagen, der mit anderem Boxenstopp-Rhythmus als die Konkurrenz fuhr, immer wieder in Führung. Für ein 24-Stunden-Rennen von Spa-Francorchamps gab es überraschend wenig Gelbphasen (die längste dauerte in der Nacht knapp zwei Stunden), die letzte endete 3 Stunden und 44 Minuten vor Rennende. In diesen letzten Stunden blieben die drei BMW-Werksfahrer fehlerlos und für die Konkurrenz unantastbar.
Das Duell um den zweiten Gesamtrang entschied der vorletzte Boxenstopp zu Gunsten des Mercedes-AMG GT3 Evo mit der Startnummer 88, in dem zu diesem Zeitpunkt Raffaele Marciello am Steuer saß. Das Team verkürzte den Stint (Fahrzeit zwischen zwei geplanten Boxenstopps) um eine Runde, wodurch Marciello mit neuen Reifen den Audi R8 LMS Evo II von Kelvin van der Linde überholen konnte. Am Ende gelang es Jules Gounon im Mercedes-Benz, die Überholversuche von Nicki Thiim im Audi erfolgreich abzuwehren. Thiim geriet selbst in Gefahr, den dritten Rang an Kévin Estre im Porsche 911 GT3 R (992) zu verlieren, da er die Reifen des Audi zu stark strapaziert hatte. Estre hatte Thiiem bereits überholt, kam aber kurz von der Strecke ab und musste sich mit dem vierten Gesamtrang zufriedengeben.

## Ergebnisse

### Schlussklassement
| 1           | Pro-Cup    | 98  | Rowe Racing                              | Philipp Eng Marco Wittmann Nick Yelloly                                     | BMW M4 GT3                   | 537 |
| 2           | Pro-Cup    | 88  | AKKodis ASP Team                         | ---- Timur Boguslavskiy Jules Gounon Raffaele Marciello                     | Mercedes-AMG GT3 Evo         | 537 |
| 3           | Pro-Cup    | 17  | Scherer Sport Phönix                     | Luca Engstler Kelvin van der Linde Nicki Thiim                              | Audi R8 LMS Evo II           | 537 |
| 4           | Por-Cup    | 92  | Manthey EMA                              | Julien Andlauer Kévin Estre Laurens Vanthoor                                | Porsche 911 GT3 R (992)      | 537 |
| 5           | Pro-Cup    | 96  | Rutronik Racing                          | Laurin Heinrich Dennis Olsen Thomas Preining                                | Porsche 911 GT3 R (992)      | 537 |
| 6           | Pro-Cup    | 46  | Team WRT                                 | Augusto Farfus Maxime Martin Valentino Rossi                                | BMW M4 GT3                   | 537 |
| 7           | Pro-Cup    | 11  | Audi Sport Team Comtoyou                 | Christopher Haase Gilles Magnus Frédéric Vervisch                           | Audi R8 LMS Evo II           | 537 |
| 8           | Pro-Cup    | 40  | Audi Sport Tresor Orange1                | Mattia Drudi Ricardo Feller Dennis Marschall                                | Audi R8 LMS Evo II           | 537 |
| 9           | Pro-Cup    | 777 | Mercedes-AMG Team AlManar                | Lucas Auer Fabian Schiller Luca Stolz                                       | Mercedes-AMG GT3 Evo         | 536 |
| 10          | Gold-Cup   | 5   | Optimum Motorsport                       | Sam de Haan Charlie Fagg Dean MacDonald Tom Gamble                          | McLaren 720S GT3 Evo         | 536 |
| 11          | Pro-Cup    | 71  | AF Corse Francorchamps Motors            | Antonio Fuoco Davide Rigon Daniel Serra                                     | Ferrari 296 GT3              | 536 |
| 12          | Pro-Cup    | 54  | Dinamic GT Huber Racing                  | Christian Engelhart Ayhancan Güven Sven Müller                              | Porsche 911 GT3 R (992)      | 535 |
| 13          | Bronze-Cup | 20  | Huber Motorsport                         | Antares Au Matteo Cairoli Jannes Fittje Tim Heinemann                       | Porsche 911 GT3 R (992)      | 535 |
| 14          | Gold-Cup   | 30  | Team WRT                                 | Niklas Krütten Jean-Baptiste Simmenauer Calan Williams                      | BMW M4 GT3                   | 535 |
| 15          | Bronze-Cup | 911 | Pure Rxcing                              | Klaus Bachler Alex Malykhin Marco Seefried Joel Sturm                       | Porsche 911 GT3 R (992)      | 535 |
| 16          | Pro-Cup    | 25  | Audi Sport Team Saintéloc                | Simon Gachet Christopher Mies Patric Niederhauser                           | Audi R8 LMS Evo II           | 535 |
| 17          | Silver-Cup | 85  | GRT Grasser Racing Team                  | Glenn van Berlo Benjamín Hites Clemens Schmid                               | Lamborghini Huracán GT3 Evo2 | 534 |
| 18          | Bronze-Cup | 93  | Sky Tempesta Racing                      | Eddie Cheever III Chris Froggatt Jonathan Hui Jeffrey Schmidt               | McLaren 720S GT3 Evo         | 534 |
| 19          | Silver-Cup | 12  | Comtoyou Racing                          | Sam Dejonghe Loris Hezemans Finlay Hutchison Lucas Légeret                  | Audi R8 LMS Evo II           | 534 |
| 20          | Bronze-Cup | 44  | CLRT                                     | Hugo Chevalier Frédéric Makowiecki Clément Mateu Steven Palette             | Porsche 911 GT3 R (992)      | 534 |
| 21          | Gold-Cup   | 21  | Comtoyou Racing                          | Nicolas Baert Max Hofer Maxime Soulet                                       | Audi R8 LMS Evo II           | 534 |
| 22          | Pro-Am-Cup | 75  | SunEnergy1 Racing                        | Nicky Catsburg Martin Konrad Chaz Mostert Adam Osieka                       | Mercedes-AMG GT3 Evo         | 533 |
| 23          | Pro-Am-Cup | 24  | Car Collection Motorsport                | Alex Fontana Ivan Jacoma Nicolas Leutwiler Nico Menzel                      | Porsche 911 GT3 R (992)      | 533 |
| 24          | Bronze-Cup | 79  | Haupt Racing Team                        | Sébastien Baud Hubert Haupt Jordan Love Arjun Maini                         | Mercedes-AMG GT3 Evo         | 533 |
| 25          | Bronze-Cup | 31  | Team WRT                                 | Adam Carroll Lewis Proctor Tim Whale                                        | BMW M4 GT3                   | 532 |
| 26          | Bronze-Cup | 52  | AF Corse                                 | Andrea Bertolini Jef Machiels Louis Machiels Lilou Wadoux                   | Ferrari 488 GT3 Evo 2020     | 532 |
| 27          | Bronze-Cup | 91  | Herberth Motorsport                      | Kay van Berlo Ralf Bohn Alfred Renauer Robert Renauer                       | Porsche 911 GT3 R (992)      | 532 |
| 28          | Bronze-Cup | 66  | Tresor Attempto Racing                   | Kikko Galbiati Sean Hudspeth ---- Andrey Mukovoz Dylan Pereira              | Audi R8 LMS Evo II           | 531 |
| 29          | Pro-Cup    | 6   | K-Pax Racing                             | Marco Mapelli Sandy Mitchell Franck Perera                                  | Lamborghini Huracán GT3 Evo2 | 530 |
| 30          | Silver-Cup | 26  | Saintéloc Junior Team                    | Erwan Bastard Grégoire Demoustier Antoine Doquin Paul Evrard                | Audi R8 LMS Evo II           | 529 |
| 31          | Silver-Cup | 56  | Dinamic GT Huber Racing                  | Daniele di Amato Adrien de Leener Jop Rappange Tanart Sathienthirakul       | Porsche 911 GT3 R (992)      | 529 |
| 32          | Bronze-Cup | 3   | GetSpeed                                 | Patrick Assenheimer Kenneth Heyer Alex Peroni Florian Scholze               | Mercedes-AMG GT3 Evo         | 529 |
| 33          | Bronze-Cup | 62  | Team Parker Racing                       | Kiern Jewiss Xavier Maassen Andrew Meyrick Derek Pierce                     | Porsche 911 GT3 R (992)      | 527 |
| 34          | Bronze-Cup | 188 | Garage 59                                | Henrique Chaves Conrad Grunewald Louis Prette Miguel Ramos                  | McLaren 720S GT3 Evo         | 526 |
| 35          | Por-Am-Cup | 888 | CSA Racing                               | Erwin Creed Jean Glorieux Arthur Rougier Casper Stevenson                   | Audi R8 LMS Evo II           | 524 |
| 36          | Por-Am-Cup | 216 | Modena Motorsports                       | Mathias Beche John Shen Benny Simonsen Francis Tjia                         | Porsche 911 GT3 R (992)      | 522 |
| 37          | Por-Am-Cup | 16  | Uno Racing Team                          | Adderly Fong Xiaole He Junlin Pan Riokonig                                  | Audi R8 LMS Evo II           | 520 |
| 38          | Gold-Cup   | 57  | Winward Racing                           | Indy Dontje Philip Ellis Russell Ward                                       | Mercedes-AMG GT3 Evo         | 519 |
| 39          | Silver-Cup | 90  | MadPanda Motorsport                      | Magnus Gustavsen ---- Alexey Nesov Ezequiel Pérez Companc Jesse Salmenautio | Mercedes-AMG GT3 Evo         | 519 |
| 40          | Silver-Cup | 33  | Bullitt Racing                           | Jeff Kingsley Romain Leroux Jacob Riegel Ruben del Sarte                    | Aston Martin Vantage AMR GT3 | 518 |
| 41          | Pro-Am-Cup | 4   | Crowdstrike Racing by Riley              | Colin Braun Felipe Fraga Ian James George Kurtz                             | Mercedes-AMG GT3 Evo         | 516 |
| 42          | Gold-Cup   | 9   | Boutsen Ginion Racing VDS                | Alberto di Folco Adam Eteki Thomas Laurent Aurélien Panis                   | Audi R8 LMS Evo II           | 510 |
| 43          | Bronze-Cup | 50  | AF Corse                                 | Simon Mann Ulysse de Pauw Julien Piguet Nicolás Varrone                     | Ferrari 296 GT3              | 475 |
| 44          | Por-Cup    | 51  | AF Corse Francorchamps Motors            | Nicklas Nielsen Alessio Rovera Robert Shwartzman                            | Ferrari 296 GT3              | 455 |
| 45          | Bronze-Cup | 23  | Grove Racing                             | Earl Bamber Brenton Grove Stephen Grove Anton de Pasquale                   | Porsche 911 GT3 R (992)      | 440 |
| 46          | Bronze-Cup | 35  | Walkenhorst Motorsport                   | Anders Buchardt James Kell Thomas Neubauer Bailey Voisin                    | BMW M4 GT3                   | 431 |
| 47          | Silver-Cup | 99  | Tresor Orange1                           | Alex Aka Pietro Delli Guanti Lorenzo Patrese                                | Audi R8 LMS Evo II           | 429 |
| 48          | Bronze-Cup | 55  | Dinamic GT Huber Racing                  | Ben Barker Marius Nakken Philipp Sager Christopher Zöchling                 | Porsche 911 GT3 R (992)      | 396 |
| 49          | Silver-Cup | 60  | Vincenzo Sospiri Racing                  | Luis Michael Dörrbecker Baptiste Moulin Marcus Påverud Artem Petrov         | Lamborghini Huracán GT3 Evo2 | 393 |
| Ausgefallen |            |     |                                          |                                                                             |                              |     |
| 50          | Bronze-Cup | 89  | AKKodis ASP Team                         | Adalberto Baptista Bruno Baptista Rodrigo Baptista Alan Hellmeister         | Mercedes-AMG GT3 Evo         | 353 |
| 51          | Pro-Cup    | 999 | Mercedes-AMG Team GruppeM Racing         | Maro Engel Mikaël Grenier Daniel Juncadella                                 | Mercedes-AMG GT3 Evo         | 331 |
| 52          | Pro-Am-Cp  | 64  | Haupt Racing Team                        | Matthew Bell Frank Bird James Cottingham Naveen Rao                         | Mercedes-AMG GT3 Evo         | 308 |
| 53          | Pro-Cup    | 87  | Mercedes-AMG Team AKKodis ASP            | Thomas Drouet Lorenzo Ferrari Maximilian Götz                               | Mercedes-AMG GT3 Evo         | 304 |
| 54          | Gold-Cup   | 19  | Iron Lynx                                | Michele Beretta Rolf Ineichen Leonardo Pulcini                              | Lamborghini Huracán GT3 Evo2 | 278 |
| 55          | Bronze-Cup | 8   | AGS Events                               | Antonin Borga Leonardo Gorini Nico Jamin                                    | Lamborghini Huracán GT3 Evo2 | 272 |
| 56          | Pro-Cup    | 32  | Team WRT                                 | Sheldon van der Linde Dries Vanthoor Charles Weerts                         | BMW M4 GT3                   | 250 |
| 57          | Pro-Cup    | 998 | ROWE Racing                              | Daniel Harper Max Hesse Neil Verhagen                                       | BMW M4 GT3                   | 250 |
| 58          | Gold-Cup   | 157 | Winward Racing                           | Miklas Born David Schumacher Marius Zug                                     | Mercedes-AMG GT3 Evo         | 238 |
| 59          | Pro-Cup    | 159 | Garage 59                                | Benjamin Goethe Marvin Kirchhöfer Nicolai Kjærgaard                         | McLaren 720S GT3 Evo         | 208 |
| 60          | Bronze-Cup | 81  | Theeba Motorsport                        | Ralf Aron Reema Juffali Yannick Mettler Alain Valente                       | Mercedes-AMG GT3 Evo         | 200 |
| 61          | Pro-Am-Cup | 38  | ST Racing with Rinaldi                   | Jon Miller Samantha Tan Isaac Tutumlu Leonard Weiss                         | Ferrari 296 GT3              | 192 |
| 62          | Silver-Cup | 58  | GRT Grasser Racing Team                  | Ricky Capo Fabrizio Crestani Sam Neary Gerhard Tweraser                     | Lamborghini Huracán GT3 Evo2 | 188 |
| 63          | Silver-Cup | 10  | Boutsen Ginion Racing VDS                | Loris Cabirou Andrea Cola César Gazeau Roee Meyuhas                         | Audi R8 LMS Evo II           | 186 |
| 64          | Pro-Am-Cup | 70  | Crowdstrike Racing by Leipert Motorsport | Jean-Francois Bruno Brendon Leitch Kerong Li Gerhard Watzinger              | Lamborghini Huracán GT3 Evo2 | 184 |
| 65          | Pro-Cup    | 63  | Iron Lynx                                | Mirko Bortolotti Andrea Caldarelli Jordan Pepper                            | Lamborghini Huracán GT3 Evo2 | 184 |
| 66          | Pro-Am-Cup | 78  | Barwell Motorsport                       | Rob Collard Patrick Kujala Dennis Lind Bashar Mardini                       | Lamborghini Huracán GT3 Evo2 | 173 |
| 67          | Pro-Am-Cup | 2   | GetSpeed                                 | Lance Bergstein Andrzej Lewandowski Aaron Walker Lewis Williamson           | Mercedes-AMG GT3 Evo         | 162 |
| 68          | Bronze-Cup | 83  | Iron Dames                               | Sarah Bovy Rahel Frey Michelle Gatting Doriane Pin                          | Lamborghini Huracán GT3 Evo2 | 151 |
| 69          | Bronze-Cup | 7   | Inception Racing                         | Brendan Iribe Ollie Millroy Fran Rueda Frederik Schandorff                  | McLaren 720S GT3 Evo         | 74  |
| 70          | Pro-Am-Cup | 132 | GMG Racing by Car Collection Motorsport  | Jeroen Bleekemolen Patrick Long James Sofronas Kyle Washington              | Porsche 911 GT3 R (992)      | 2   |

### Nur in der Meldeliste
Zu diesem Rennen sind keine weiteren Meldungen bekannt.

### Klassensieger
| Klasse     | Fahrer          | Fahrer         | Fahrer         | Fahrer        | Fahrzeug                     | Platzierung im Gesamtklassement |
| ---------- | --------------- | -------------- | -------------- | ------------- | ---------------------------- | ------------------------------- |
| Pro-Cup    | Philipp Eng     | Marco Wittmann | Nick Yelloly   |               | BMW M4 GT3                   | Gesamtsieg                      |
| Pro-Am-Cup | Nicky Catsburg  | Martin Konrad  | Chaz Mostert   | Adam Osieka   | Mercedes-AMG GT3 Evo         | Rang 22                         |
| Gold-Cup   | Sam de Haan     | Charlie Fagg   | Dean MacDonald | Tom Gamble    | McLaren 720S GT3 Evo         | Rang 10                         |
| Silver-Cup | Glenn van Berlo | Benjamín Hites | Clemens Schmid |               | Lamborghini Huracán GT3 Evo2 | Rang 17                         |
| Bronze-Cup | Antares Au      | Matteo Cairoli | Jannes Fittje  | Tim Heinemann | Porsche 911 GT3 R (992)      | Rang 13                         |

### Renndaten
- Gemeldet: 70
- Gestartet: 70
- Gewertet: 49
- Rennklassen: 5
- Zuschauer: unbekannt
- Wetter am Renntag: warm und trocken
- Streckenlänge: 7,004 km
- Fahrzeit des Siegerteams: 24:01:15,423 Stunden
- Gesamtrunden des Siegerteams: 537
- Gesamtdistanz des Siegerteams: 3761,148 km
- Siegerschnitt: 156,200 km/h
- Pole Position: Matteo Cairoli – Porsche 911 GT3 R (992) (#20) – 2:16,880 = 184,200 km/h
- Schnellste Rennrunde: Tim Heinemann – Porsche 911 GT3 R (992) (#20) – 2:17,087 = 183,900 km/h
- Rennserie: 3. Lauf zur GT World Challenge Europe 2023